# Петер Балаж (боксер)
Петер Балаж (словац. Peter Baláž; 13 червня 1974, Жиліна) — словацький боксер, учасник Олімпійських ігор.

## Спортивна кар'єра
На чемпіонаті світу 1995 в категорії до 51 кг Балаж програв в другому бою.
На чемпіонаті Європи 1996 в категорії до 48 кг програв в другому бою Рафаелю Лосано (Іспанія).
На Олімпійських іграх 1996 в категорії до 48 кг програв в першому бою Ла Паєне Масара (Індонезія) — 3-13.
На чемпіонаті світу 1997 в категорії до 51 кг переміг в першому бою Яна Кваст (Німеччина), а в другому програв Булату Жумаділову (Казахстан).
На чемпіонаті Європи 1998 програв в першому бою Бернарду Іном (Франція).
На чемпіонаті світу 1999 дебютував в категорії до 54 кг і програв в першому бою. На чемпіонаті Європи 2000 теж програв в першому бою, після чого вирішив завершити кар'єру.

## Петер Балаж на екрані
2015 року знявся в ролі самого себе у фільмі «Коза». 2016 року знявся в епізодичній ролі у фільмі «Червоний капітан».